# Лясс, Фёдор Миронович
Фёдор Миро́нович Лясс (7 февраля 1925 года, Москва – 9 августа 2016 года, Иерусалим) — советский врач-клиницист, радиолог, доктор медицинских наук, профессор, один из создателей радионуклидной диагностики и лучевой терапии в СССР, заведующий отделом радиологии Института нейрохирургии имени Бурденко.

## Семья
Фёдор Миронович Лясс родился в 1925 году в семье врачей Мирона Акимовича Лясса и Евгении Фёдоровны Лившиц.
Отец — Мирон Акимович Лясс (1899, Вильна — 1946, Москва) — врач и учёный, профессор, доктор медицинских наук, заведующий кафедрами терапии в Иркутске и Витебске. Во время Великой Отечественной войны -- полковник медицинской службы. Главный терапевт Карельского, 4-го Украинского и 3-го Прибалтийского фронтов. В 1944 году отозван в Москву. Главный терапевт Главного военного клинического госпиталя им. Н. Бурденко, научный руководитель медицинской службы Лечсанупра Кремля. Автор более двадцати научных публикаций и трёх монографий. Скончался скоропостижно от инфаркта. Похоронен на 8-м участке Введенского кладбища в Москве.
Мать — Евгения Фёдоровна Лившиц (1900, Орша − 1961, Москва). После окончания гимназии, в 1919 году поступила в 1-й Московский медицинский институт. В 1921 году вышла замуж за М. А. Лясса. В 1925 году окончила институт, работала врачом-педиатром. С начала 1943 года, по возвращении из эвакуации, Е. Ф. Лившиц работала в спецсекторе Лечсанупра Кремля, среди её пациентов были дети и внуки высших руководителей СССР — Сталина, Маленкова, Жданова, Первухина, Кагановича и др. 4 июня 1952 года арестована одной из первых по так называемому «Делу врачей-вредителей». Учитывая близкие отношения с основными фигурантами готовящегося судебного процесса М. Вовси, Я. Темкиным, Б. Коганом руководители следствия планировали ей роль «обличителя» - одной из ключевых фигур на готовящемся процессе. Протоколы допросов свидетельствуют, что на серию пыток, следственных истязаний, кандалов, она ответила попыткой самоубийства. В результате она на неделю потеряла зрение, у неё нарушилась речь и наступила тяжелая депрессия. Её помещают в Институт Судебной психиатрии. Вернувшись в тюрьму на Лубянку, она категорически отказалась сотрудничать со следствием и, несмотря на жесточайшее давление, не дала требуемых следователями показаний. Её исключили из числа подследственных по «Делу врачей–вредителей». В мае 1952 года Е. Ф. Лившиц была осуждена по ст. 58-10 на 7 лет лагерей. 10 апреля 1954 года это решение Особого совещания было отменено, и 2 сентября 1954 года она была освобождена. Скончалась в 1961 году от опухоли головного мозга. Похоронена на 8-м участке Введенского кладбища в Москве.

## Учёба
С началом Великой Отечественной войны Федор Лясс вместе с матерью был эвакуирован в Саратов, где окончил среднюю школу, был призван в армию и направлен на учёбу в Ленинградскую Военно медицинскую академию им С. М. Кирова, которая находилась тогда в Самарканде. На 2 курсе тяжело заболел (Абсцесс лёгкого) и по выздоровлении был демобилизован. Поступил в 1-й Московский медицинский институт, лечебный факультет которого окончил в 1948 году.

## Работа и научная деятельность
Врачебную деятельность Фёдор Миронович начал в конце 40-х годов в специализированных клинических лечебных отделениях, развернутых при Институте Гигиены труда и профзаболеваний АМН, Институте биофизики АМН и Клинической больнице № 6 мосгорздравотдела работавших в ведомстве генерала, в последующем академика А. И. Бурназяна, руководившего разработкой проблем радиационной медицины в атомной энергетике и при создании атомного оружия.
В 1950 - 1951 годах работал на секретном объекте под Челябинском (Челябинск-40, сейчас г. Озерск) в качестве заведующего здравпунктом комбината «Маяк», в цехах которого нарабатывался обогащенный уран-235 и оружейный уран-238 для заряда атомной бомбы. Все работы проходили в режиме жесточайшей секретности под личным контролем Берии, по инициативе которого Лясс, как еврей, был удален с объекта и переведен в клиническое отделение больницы, где помимо лечения больных разработал и наладил методики по определению и дозиметрии инкорпорированных во время производственного процесса радиоактивных веществ.
Вернувшись в Москву, в клиническое отделение Института биофизики, Лясс возглавил раздел работы по исследованию воздействия инкорпорированных радиоактивных веществ на человека.
Летом 1952 года после ареста его матери, Фёдора Мироновича уволили из Института биофизики.
После смерти Сталина «Дело врачей» завершилось полной реабилитацией его участников и Фёдору Мироновичу предложили работу в Институте нейрохирургии имени академика Н. Н. Бурденко, где он разворачивает исследования по внедрению лучевой терапии и радионуклидной диагностики в нейрохирургии. Лясс создает в институте радиологическое отделение с исследовательской, диагностической и терапевтической направленностью, конструирует аппаратуру, обучает кадры. В своей работе Лясс кооперируется с нейрохирургами, неврологами, нейрогистологами, нейрофизиологами.(Нейрохирурги — Б. Егоров, А. Арутюнов, А. Коновалов, Э. Кандель, А. Габибов, С. Федоров, А. Кадин, Ю. Филатов; невропатологи - Т. Фаллер, М. Коновалов, Лихтерман; отоневролог — Н. Благовещенская; нейрогистологи — М. Барон, Т. Вихерт).
Тема кандидатской диссертации д-ра Лясса — «Изотопная миелография с радиоактивным изотопом 133Xe, для определения локализации опухолей спинного мозга и межпозвонковых грыж» (1961); тема докторской диссертации — «Внутритканевая бета-терапия гранулами металлического 90Y в радио – онкологии». Лясс вместе с инженерами-техниками создает набор технических устройств и хирургического инструментария (стереотаксический аппарат, дистанционные внедрители и др.). Методику, разработанную Ляссом, успешно применяли при опухолях основания черепа, при болезни Иценко – Кушинга, для купирования болевого синдрома разрушением ткани нормального гипофиза при гормонально зависимых опухолях, (таких, как рак молочной железы).
В 1971 году Фёдор Миронович становится доктором медицинских наук, а затем и профессором – одним из авторитетных радиологов страны. Под его руководством и самом активном участии проводится обширный спектр научных исследований по радионуклидной семиотике опухолей головного мозга, предложены новые методики изучения регионарного мозгового кровотока, ликворопродукции, ликвородинамики с применением отечественных радиофармпрепаратов. Лясс принимал активное участие в разработке и клиническом применении протонного облучения хирургически труднодоступных опухолевых образований головного мозга и костей черепа, а также гамма-терапии злокачественных глиом с радиомодификаторами.
Он воспитывает школу последователей, читает лекции, пишет монографии, редактирует книги. Его избирают членом правления Всесоюзного общества рентгенологов-радиологов, поручают быть ответственным секретарем журнала «Медицинская радиология», доверяют принять участие в организации и работе Всесоюзных съездов нейрохирургов, рентгенологов и медицинских радиологов, научно технических конференций симпозиумов, международных конгрессов. В 1975 году назначают членом Фармкомитета СССР.
Фёдор Миронович Лясс автор более двухсот научных публикаций по медицинской радиологии, радиоизотопной диагностике и лучевой терапии. В соавторстве с Л. Д. Линденбратеном создал переживший несколько изданий учебник для вузов «Медицинская радиология».

## Публицистика
К проблеме истории «Позднего сталинизма» пришёл несколько необычным путём: через мать, друзей, сослуживцев отца, арестованных и репрессированных по делу «Еврейского антифашистского комитета» и «Врачей-вредителей». Мирон Лясс и Евгения Лившиц были дружны с большим кругом врачей довоенной Москвы, но особенно тесно — с М. С. Вовси (с ним Мирон был знаком с середины 20-х гг)., а также семьями Я. С. Темкина и Б. Б. Когана. Все они в дальнейшем стали жертвами «дела врачей».
Непосредственно столкнувшись со сталинским произволом он начал анализировать создавшуюся жизненную ситуацию, которая в дальнейшем была изложена в целом ряде публикаций в СМИ Израиля, Германии, Америки и России.
В 1995 году Фёдор Ляс издал книгу «Последний политический процесс Сталина или несостоявшийся юдоцид».
Материал для неё он собирал почти 50 лет. Но открывались новые материалы, новые свидетельства и документы, они опубликованы Ф. М. Ляссом в более чем 30 статьях. Пришлось готовить новое, почти втрое большего объёма, издание книги. На эту работу ушло почти десять лет. Новое издание вышло в 2006 году в иерусалимском издательстве «Филобиблон». К книге приложен DVD диск с кинофильмом «Большой концерт народов, или дыхание Чейн-Стокса», 1991 г., режиссёр С. Д. Аранович, сценарист П. К. Финн.
В книге затронут целый ряд проблем:
1. Подробная история возникновения ЕАК — от 1941 г. и до его печального конца;
2. Так называемое «Крымское дело» — о «намереньях» евреев основать то ли автономию, то ли государство в Крыму (им было приписано намерение занять земли выселенных татар);
3. Детальное описание убийства Михоэлса;
4. Арест, обвинения и допросы членов ЕАК;
5. Медицинский анализ документов, инкриминируемые врачам ошибки, роль доктора Тимашук;
6. «Письмо влиятельных евреев» — этапы его создания, варианты письма, роль Эренбург;
7. Готовившаяся депортация, показания свидетелей, включая Булганина и Микояна;
8. Смерть тирана — Пурим 1953 года!

В библиографии к книге приведены 335 источников.

## Личная жизнь
Жена – Лариса Александровна Закошанская (1927, Москва - 6 мая 2016 Иерусалим). Окончила литературный факультет Московского полиграфического института (1950) и Музыкально-педагогический и-тут им. Гнесиных (1953). С 1955 года сотрудник Государственного комитета по радиовещанию в детской, а затем в молодёжной редакции, а с 1975 года работала музыкальным редактором в журнале «Колобок» — детском приложении к журналу «Кругозор».
На сцене театра юного зрителя города Саратов были поставлены три её спектакля («Колбаска, Боцман и все, все, все», «Лавка древностей», «Ромео, Джульетта и тьма»). В Израиле была издана её книга «Мир музыки для детей». С 1991 года жили в Израиле. Дети: Алена (1955) — врач-геронтолог, Сергей (1962) — врач-хирург.